# Aniceto Sela

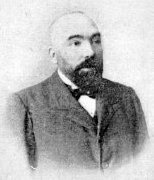
Aniceto Sela Sampil 1900

Aniceto Sela Sampil (Santullano de Mieres, 13 de septiembre de 1863-Oviedo, 1935) fue un jurista asturiano, rector de la Universidad de Oviedo, miembro del Grupo de Oviedo, y padre del también jurista Luis Sela Sampil.

## Biografía
Estudió Derecho en la Universidad de Oviedo, doctorándose en Internacional en la Central de Madrid. Fue designado profesor de la Institución Libre de Enseñanza. En 1888 obtuvo plaza de catedrático de Derecho Internacional Público y Privado, en la Universidad de Valencia. Se trasladó a la de Oviedo, en la que se jubiló en 1933. Fue rector de la misma en 1900, secretario de su Junta de Extensión Universitaria desde 1898. Representó a la universidad asturiana en el Congreso Pedagógico Hispanoamericano de Madrid y en las asambleas universitarias de Valencia, octubre de 1902, y presidió la de Barcelona, en 1905. Fue director general de Enseñanza Primaria en 1919. En 1911 fue elegido asociado del Instituto de Derecho Internacional, y en 1921 miembro del mismo. Presidió desde 1929 la Asociación Francisco de Vitoria. Colaboró en la Enciclopedia jurídica Seix y en el Boletín de la Institución Libre de Enseñanza. En 1919 pronunció en Burdeos la conferencia: Concepción Arenal et le droit de la guerre, en Madrid: La Sociedad de las Naciones, y en 1929: Vitoria y los medios de adquirir la soberanía territorial. Realizó unos brillantes comentarios al Rapport sur les mandats internationaux, de Henri Rolin. También tradujo del alemán el manual de Neumann Derecho Internacional Público Moderno. Fue maestro de notables discípulos, como Camilo Barcia Trelles, Adolfo Miaja de la Muela, su hijo Luis Sela Sampil o César G. F. Castañón. En el Boletín de la Institución Libre de Enseñanza publicó: Los procedimientos de enseñanza en la Facultad de Derecho de la Universidad de Oviedo, Derecho Internacional Público y Derecho Internacional Privado, La misión moral de la Universidad, etc. Algunos de sus postulados fueron revolucionarios para su época. Su pacifismo estuvo muy influido por el pensamiento de Concepción Arenal. Tiene calle en Oviedo. Fue hermano del escritor Inocencio Sela Sampil.

## Obras
- Curso popular de Derecho Internacional (1912)
- Manual de Derecho Internacional (1911)
- La Educación Nacional: hechos e ideas